# Aristofan
Aristofan (în greacă: Ἀριστοφάνης, Aristophanes; c.456 î.Hr. - c.386 î.Hr.) a fost un dramaturg grec, cunoscut pentru comediile sale. Este cunoscut de asemenea drept „Părintele Comediei” sau „Prințul Comediei Antice”.

## Biografie

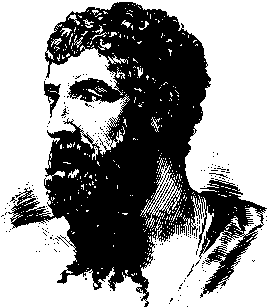
Aristofan

Locul și data exactă a nașterii sale sunt necunoscute, dar se estimează că avea în jur de treizeci de ani în anii 420, când opera sa Participanții la banchet a devenit un succes total în cadrul Teatrului lui Dionisos. A trăit în dema Kudathenaion (la fel ca omul de stat atenian Cleon), ceea ce înseamnă că provenea dintr-o familie relativ înstărită, și prin urmare, de educație aleasă. Este faimos pentru compunerea unor comedii precum „Păsările”, pentru cele două festivale dramatice ateniene : Bacanalele Urbane și Lenea. A compus patruzeci de piese de teatru, dintre care au supraviețuit unsprezece; piesele sale sunt singurele exemple de Comedie Veche Atică care a ajuns până la noi în stadiu complet; asta deși avem și fragmente semnificative din operele unor contemporani de-ai lui Aristofan, Cratinos și Eupolis. Majoritatea pieselor lui Aristofan aveau un caracter politic, satirizând de multe ori pe cetățenii bine cunoscuți ai Atenei pentru comportamentul lor din timpul Războiului Peloponeziac și de după. Aluzii din textele pieselor, întărite de erudiți antici, sugerează că Aristofan a fost adus în fața tribunalului de mai multe ori de către Cleon, sub acuzația de defăimare a Atenei în prezența străinilor; cât din aceste afirmații este adevărat nu putem ști cu exactitate. „Broaștele” a primit onoarea fără precedent de a fi reprezentată a doua oară. Conform unui biograf care a trăit posterior evenimentelor, Aristofan a primit de asemenea coroana civică pentru piesa sa. 
Conform lui Vitruviu (vii., introducere) Aristofan a ajuns pentru prima oară în centrul atenției publice atunci când a fost al șaptelea membru al juriului într-un concurs de literatură. A fost numit în juriu datorită entuziasmului său pentru lecturile în bibliotecă. În cadrul concursului poeții trebuiau să recite, fiind premiați în funcție de impresia lăsată membrilor juriului. Aristofan i-a contrazis pe ceilalți membri ai juriului și pe audiență. A semnalat în mod corect că poetul cel mai puțin plăcut de audiență era singurul poet adevărat, ceilalți doar recitând operele altora. 
Aristofan a fost probabil victorios măcar o dată în cadrul Bacanalelor Urbane, cu „Babilonieni”, în 426, și de cel puțin trei ori în Lenaia, cu „Acharnaeieni” în 425, „Cavalerii” în 424, și „Broaștele” în 405. Fii săi Araros, Philippus, și Nicostratus au fost de asemenea poeți comici : despre Araros se spune că a fost implicat în compunerea „Avere II” în 388 și că s-ar fi ocupat de reprezentarea postumă a operelor „Aeolosicon II” și „Cocalus”, care se pare că a primit premiul Bacanalelor Urbane în 387, în timp ce Philippus a fost de două ori învingător la Lenaia și se pare că a reprezentat unele comedii ale lui Eubulus (s-a spus despre al treilea fiu al lui Aristofan că nu se chema Nicostratus, ci Philetaerus, iar un om cu acest nume este trecut în catalogul victoriilor de la Lenaia cu două victorii, prima probabil spre sfârșitul anilor 370, după Anaxandrides și imediat înainte de Eubulus). 
Aristofan apare în „Simpozionul” lui Platon, drept personaj care narează un mit comic privind originea Erosului. Textul lui Platon a fost compus la o generație după evenimentele prezentate, și este o încercare apologetică de a demonstra că Socrate și Aristofan nu erau inamici, în ciuda atacului împotriva lui Socrate scris de Aristofan în „Norii” (varianta originală datând din 423 î.Hr.). Prin urmare, „Simpozionul” trebuie privit mai degrabă ca un capitol de început al aprecierii lui Aristofan și a liricii sale, mai degrabă decât o descriere a unui eveniment istoric. 
Dintre piesele care au supraviețuit, „Norii” nu s-a bucurat de succes în cadrul Bacanalelor Urbane, clasându-se pe un loc trei considerat umilitor. În ea este satirizată educația sofistă, în vogă printre aristocrații acelei perioade, Socrate fiind prezentat ca un sofist tipic. În „Apologia” lui Platon, personajul Socrate sugerează că acea acuzare a stat la baza condamnării sale. „Lysistrata” a fost compusă în timpul Războiului Peloponeziac, dintre Atena și Sparta, și sugerează nu atât ideea de pace, ci ideea că cele două state ar trebui să se alieze pentru a conduce împreună Grecia. În operă, se reușește aceasta atunci când femeile din cele două state își arată corpurile și le interzic soților să facă sex cu ele până nu opresc războiul. „Lysistrata” a fost ilustrată în detaliu de către Pablo Picasso și Aubrey Beardsley.

## Opere
Comedii care au supraviețuit:
- Acharnienii
- Norii
- Viespile
- Lysistrata
- Broaștele
- Cavalerii
- Păsările
- Pacea
- Belșugul
- Adunarea femeilor

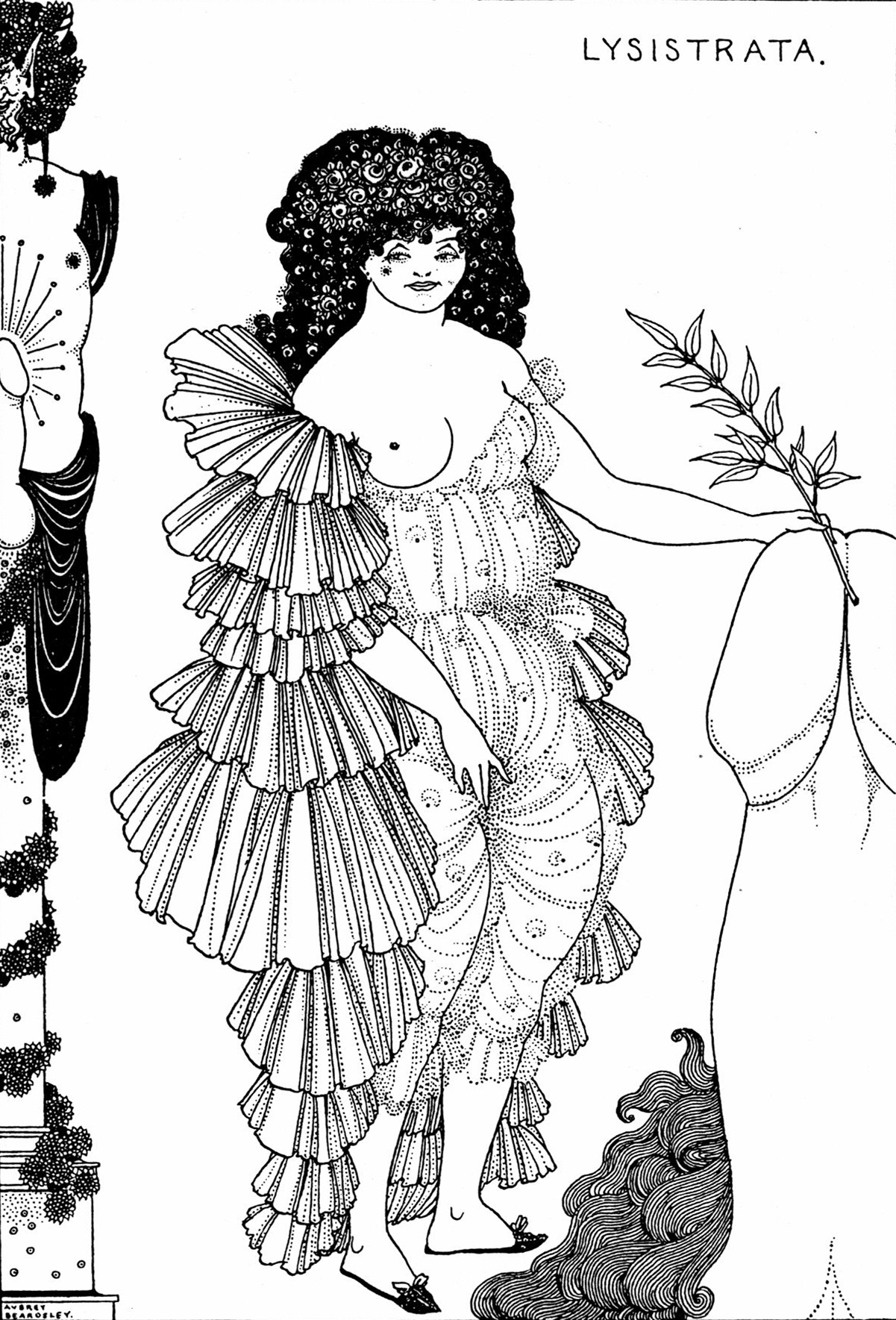
Lysistrata, ilustrație de Aubrey Beardsley

- Femeile care sărbătoresc Thesmoforiile